# دونالد کالتروپ
دونالد کالتروپ (انگلیسی: Donald Calthrop؛ ۱۱ آوریل ۱۸۸۸ – ۱۵ ژوئیهٔ ۱۹۴۰) بازیگر اهل بریتانیا بود.
از فیلم‌هایی که وی در آن نقش داشته است، می‌توان به باج‌گیری، قتل!، نه و چهل و پنج دقیقه، شراره آسمانی و تماس الزتری اشاره کرد.